# Lünen-Süd
Lünen-Süd ist einer der vierzehn Ortsteile bzw. neu gegründeten statistischen Bezirke der Stadt Lünen (Nordrhein-Westfalen) und hat fast 8000 Einwohner. Er gehört zur Gemarkung 1283 Lünen.
Neben der Lüner Innenstadt, Lünen-Brambauer und Nordlünen hat Lünen-Süd die Funktion eines Ortsteilzentrums.

## Lage
Der Ortsteil, 2,95 km² groß, liegt im Süden des Stadtgebiets und grenzt an die Stadt Dortmund.  Mitten im Ortsteil befinden sich die Hauptstraßen Jäger-/Bahn-/ und Alsenstraße, die als Einkaufsstraßen mit diversen Geschäften dienen.
Lünen-Süd grenzt an den Ortsteil Horstmar.

## Geschichte
Lünen-Süd, Anfang des 20. Jahrhunderts noch fast unbesiedelt, war sehr vom Bergbau geprägt. So kamen viele Siedler zu dieser Zeit von den ehemaligen ostdeutschen Gebieten dorthin. Sie fanden Arbeit bei den nahe gelegenen Zechen „Preußen I 1/2 und Preußen II 1/2“ in den Nachbarortsteilen Lünen-Gahmen bzw. Lünen-Horstmar. Beide Zechen wurden in den 1920er bzw. 1930er Jahren stillgelegt. Viele Bergleute fanden dann auf der Zeche Gneisenau in Dortmund-Derne Arbeit, die auch die Kohlenfelder übernahm. Die Zeche Preußen I 1/2 in Gahmen wurde Mitte der 1960er Jahre im Rahmen der Seilfahrt und des Materialtransports für das Bergwerk Zeche Gneisenau wieder eröffnet und  Ende der 1970er Jahre endgültig stillgelegt.
Im Jahr 1987 hatte der Ortsteil insgesamt 7982 Einwohner. Im Jahr 2012 waren es 7783 Einwohner.

## Verkehr

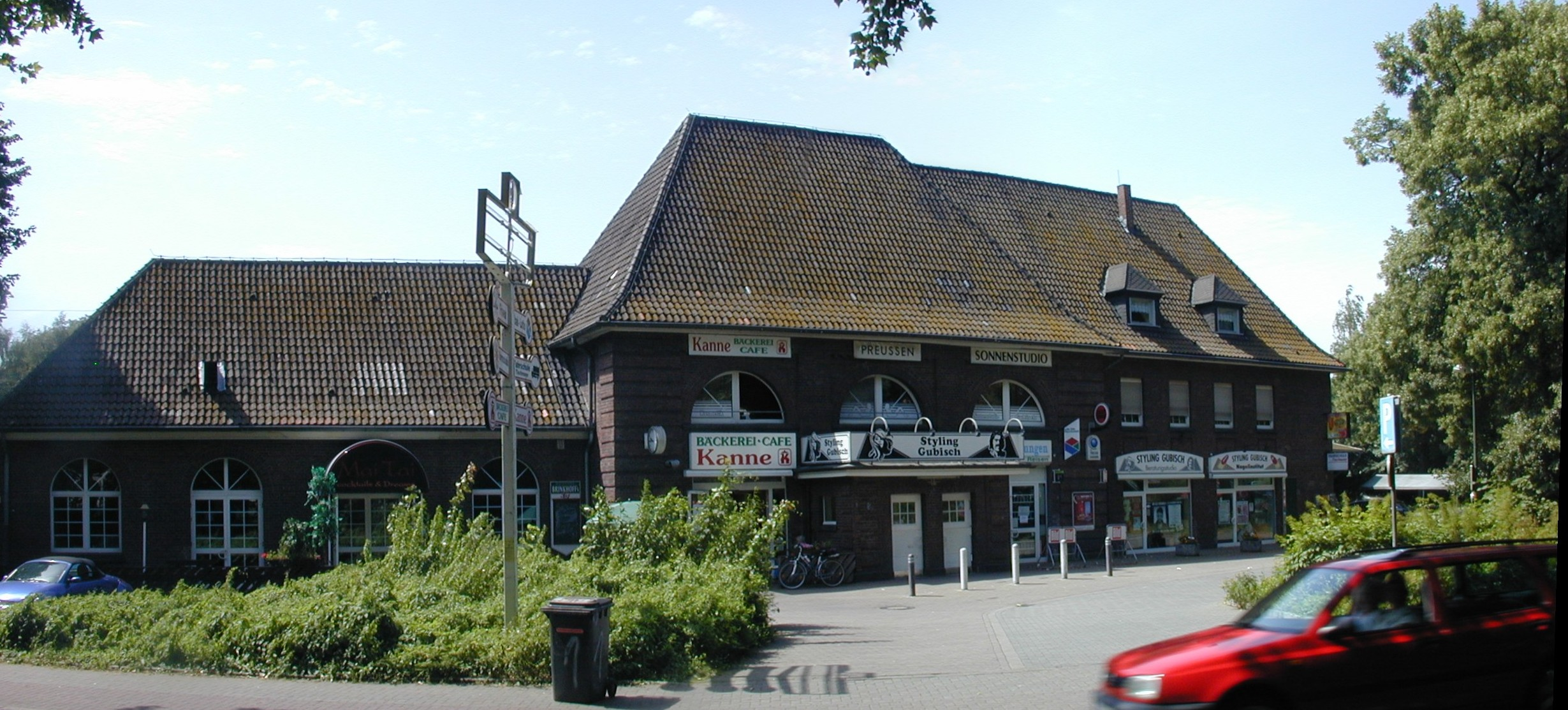
Bahnhof Lünen-Preußen

An den öffentlichen Personennahverkehr ist Lünen-Süd gut angebunden. Im direkt angrenzenden Ortsteil Horstmar befindet sich der Bahnhof Lünen-Preußen, wo die Züge der Regionalverkehrslinien Dortmund – Lünen – Münster und Dortmund – Lünen – Coesfeld – Enschede halten. 
In Lünen-Süd selbst befindet sich der Preußenhafen mit Anbindung an den Datteln-Hamm-Kanal. In der Nähe liegt zudem die Anschlussstelle zur A2 in Richtung Hannover und Oberhausen. Der Preußenhafen ist heute zu einem Wasserwanderrastplatz umgebaut.
Bis 1933 fuhr im Ortsteil eine Straßenbahn, die an das Dortmunder Straßenbahnnetz über Derne und Gahmen angeschlossen war. Die Trasse verlief über die Bahnstraße und Jägerstraße bis zur Endhaltestelle Bebelstraße nahe der heutigen Kanalbrücke. Des Weiteren gab es in Lünen-Süd eine Zechenbahn, die den Preußenhafen als Kohlenumschlagsplatz und die Zeche Gneisenau im benachbarten Derne miteinander verband. Heutzutage wird die Zechenbahntrasse unter dem Namen Leezenpatt als Rad- und Wanderweg genutzt.

## Sehenswürdigkeiten
Heute sind die unter Denkmalschutz stehende Siedlung Ziethenstraße, die einst eine Bergarbeitersiedlung war, und der Preußenhafen ein Teil der Route der Industriekultur.
Im Bergmannsmuseum schuf der Künstler Hannes Forster im Jahr 1993 die kontrovers aufgenommene Installation Der Berg ruft (ein halb im Boden versinkendes Gebäude), welche auf die aufgetretenen Bergschäden der Region aufmerksam macht.

## Kultur und Veranstaltungen
- Zu den jährlichen Attraktionen in Lünen-Süd gehören unter anderem der Karnevalsumzug und das Oktoberfest auf der Jägerstraße, die die Hauptverkehrsachse in Lünen-Süd bildet.
- Zu den Freizeitmöglichkeiten gehören der Volkspark „Südpark“, der Wasserwanderrastplatz Preußenhafen und die Bergehalde im westlichen Teil des Ortes.